# Одати
Одати (яп. 大太刀, «большой меч») — один из типов длинных японских мечей. Термин нодати (яп. 野太刀, «полевой меч») означает другой тип меча, но часто ошибочно используется вместо одати.

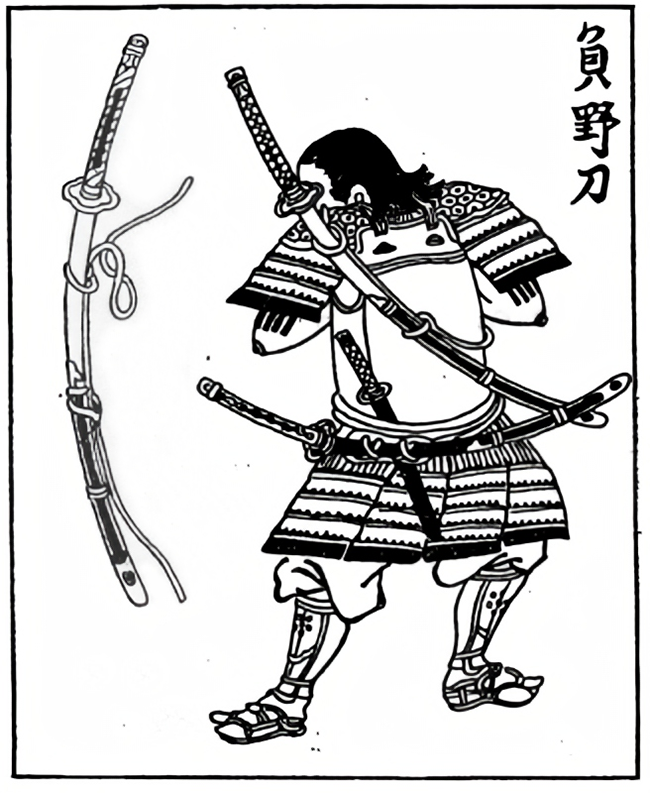
Одати

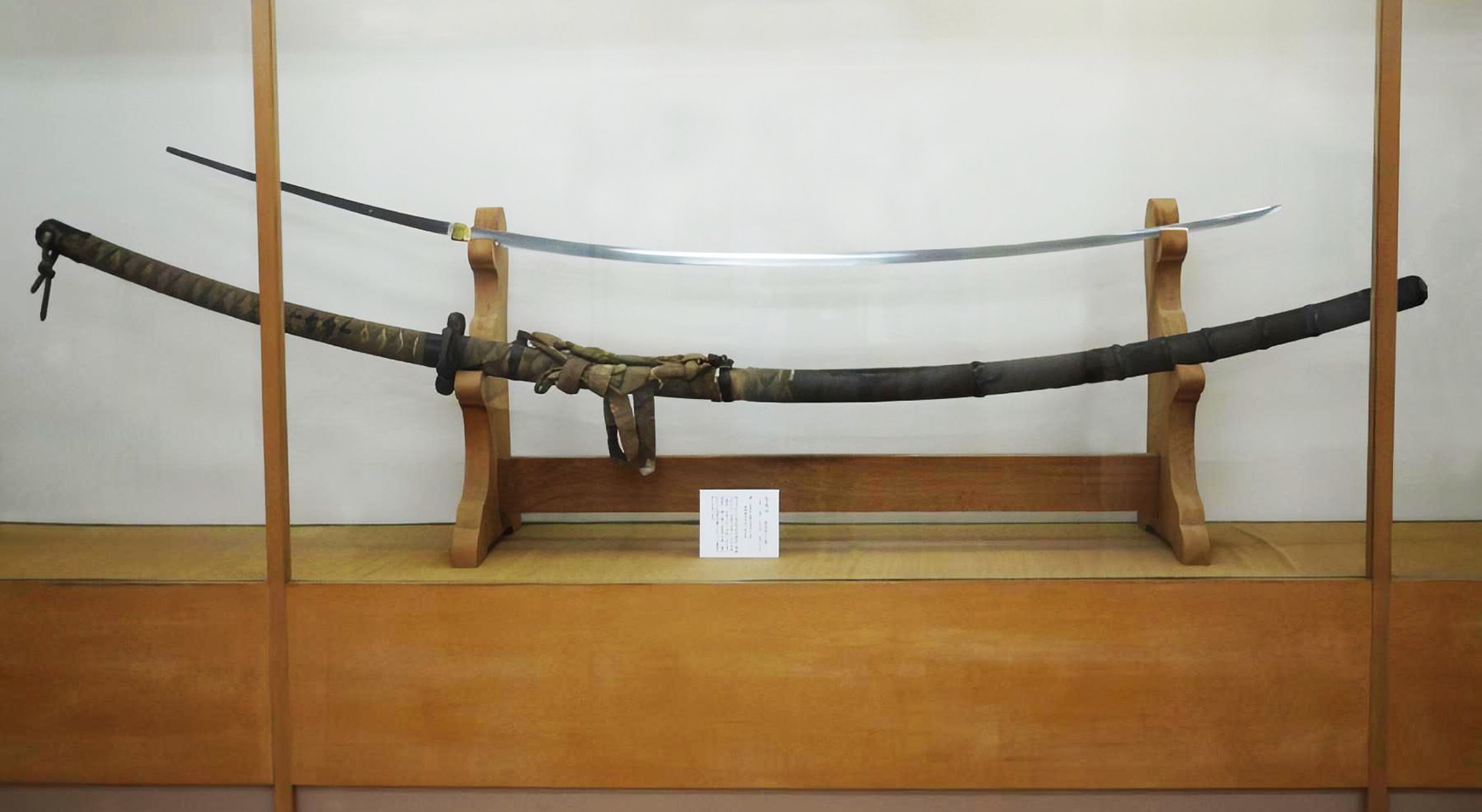
Одати

Чтобы называться одати, меч должен был иметь длину клинка не менее 3-х сяку (90,9 см), однако, как и в случае многих других японских терминов, относящихся к мечам, точного определения длины одати нет. Обычно одати — это мечи с клинками в длину в основном 130~180 см и рукоятью более 50 см.

## Назначение
Назначение одати можно разбить на следующие виды:
- Подношение храму. Некоторые одати увязывались молящимися с победой в войне, другие помещались в сокровищницы как легендарные мечи.
- Оружие. Исследования старых текстов показывают, что одати использовались в битвах как оружие пехотинцев.
- Символ армии. Некоторые одати были слишком длинными, чтобы их можно было использовать в бою. Есть, однако, свидетельства того, что их использовали в качестве символа войска, подобно знамени или копью. (Данное предположение нуждается в проведении дополнительных исследований)
- Церемониальное назначение.
- Демонстрация умения кузнеца.

Большая часть одати использовалась в двух первых целях.

## Изготовление
Одати очень сложен в изготовлении. Чтобы сделать хороший одати, требуется:
- больше стали и времени, чем на обычный меч. Кроме того, очень важно ковать сталь быстро, что требует хорошего умения от молотобойца.
- работа в артели. Каждый в артели должен быть настоящим мастером своего дела.
- высочайшее мастерство в термообработке.
- особое оборудование. Например, ёмкость для закалки должна быть больше, чем для обычного меча.
- другой способ полировки. Одати при полировке закрепляется неподвижно, в то время как обычный меч движется поверх точильного камня.

## Использование
Одати, которые использовались как оружие, были слишком велики для самураев, чтобы носить их подобно обычным мечам. Существовало два способа ношения.
- За спиной. Это было непрактично, потому что было невозможно достаточно быстро выхватить меч.
- Другой метод был проще — ношение меча в руке. В эпоху Муромати было принято, чтобы за самураем следовал оруженосец, который в нужный момент помогал вытащить одати из ножен.

Стили фехтования с одати обращали большее внимание на нисходящие режущие удары и прочный хват оружия.
Одати полностью вышли из употребления как оружие после войны Осака-Нацуно-Дзин 1615 года (битва между Токугава Иэясу и Тоётоми Хидэёри — сыном Тоётоми Хидэёси).

## Причины потери популярности
- После 1615 года битвы прекратились.
- Правительство Бакуфу издало закон, согласно которому запрещалось иметь меч более определённой длины. После того, как закон вступил в действие, многие одати были обрезаны, чтобы соответствовать установленным нормам. Это одна из причин того, что одати так редки.

Одати более не использовались по прямому назначению, но всё ещё были ценным даром в период Синто («новых мечей»). Это стало их главным назначением. По причине того, что их изготовление требует высочайшего мастерства, было признано, что почтение, внушаемое их появлением, соответствует молитве богам.